# Se me va a quemar el corazón
Se me va a quemar el corazón es una canción interpretada por la cantante chileno-mexicana Mon Laferte. Fue lanzada como el segundo sencillo oficial de su séptimo álbum de estudio Seis en enero de 2021 por su discográfica Universal Music México.

## Vídeo musical
El video musical, dirigido por The Broducers y Rodrigo Robles, representa la violencia de género a través de una metáfora, mostrando a la cantante dentro de una anfiteatro dedicado a la corrida de toros y al actor Ténoch Huerta.
Tiempo antes se estrenó lyric video en el cual obtuvo en su día de estreno 113,000 reproducciones en su cuenta VEVO.

## Posiciones en las listas
| País      | Lista          | Mejor posición |
| Semanales | Semanales      | Semanales      |
| --------- | -------------- | -------------- |
| México    | Monitor Latino | 6              |
| Chile     | Monitor Latino | 9              |
| Anuales   |                |                |
| México    | Monitor Latino | 63             |

## Créditos
Voces
- Mon Laferte – voz principal.

Producción
- Manú Jalil – producción, arreglos de grabación, programación.
- Sebastián Aracena - producción

## Lista de canciones

### Descarga digital[10]
| Se me va a quemar el corazón — Single |                                |          |  |
| N.º                                   | Título                         | Duración |  |
| 1.                                    | «Se me va a quemar el corazón» | 3:58     |  |